# Minds Eye Entertainment
Minds Eye Entertainment ist eine Independentfilm-Produktions- und Vertriebsgesellschaft mit Hauptsitz in Regina, Saskatchewan, Kanada. Das Unternehmen wurde 1986 von Kevin DeWalt und Ken Krawczy gegründet. Unter der Leitung von Kevin DeWalt wurden über 60 Fernseh- und Kinofilme produziert. Das Unternehmen war maßgeblich am Aufbau der kanadischen Film- und Fernsehindustrie mit außergewöhnlichen Projekten beteiligt, die in über 200 Länder auf der ganzen Welt verkauft wurden.

## Produktionen

### Filme
| Datum | Titel                                    | Hauptrollen                                                            |
| ----- | ---------------------------------------- | ---------------------------------------------------------------------- |
| 1997  | The Lost Daughters                       | Richard Chamberlain                                                    |
| 1999  | Held Up – Achtung Geiselnahme!           | Jamie Foxx und Nia Long                                                |
| 2001  | The Unsaid                               | Andy Garcia                                                            |
| 2003  | One Last Dance                           | Patrick Swayze und Lisa Niiemi                                         |
| 2003  | Falling Angels                           | Callum Keith Rennie                                                    |
| 2004  | Intern Academy                           | Dave Thomas, Dan Aykroyd und Dave Foley                                |
| 2009  | Walled In                                | Mischa Barton                                                          |
| 2009  | Grace                                    | Jordan Ladd                                                            |
| 2009  | Dark Legends – Neugier kann tödlich sein | Andrew Seeley, Shannon Woodward und Katrina Bowden                     |
| 2009  | Dolan’s Cadillac                         | Christian Slater, Emmanuelle Vaugier und Wes Bentley                   |
| 2010  | Ticket Out                               | Ray Liotta und Billy Barke                                             |
| 2010  | Lullaby for Pi                           | Rupert Friend, Clémence Poésy und Forest Whitaker                      |
| 2011  | Faces in the Crowd                       | Milla Jovovich, Julian McMahon, Michael Shanks und Sarah Wayne Callies |
| 2012  | The Tall Man – Angst hat viele Gesichter | Jessica Biel, Jodelle Ferland und Stephen McHattie                     |
| 2012  | 13 Eerie                                 | Katharine Isabelle, Brendan Fehr und Michael Shanks                    |
| 2013  | Stranded                                 | Christian Slater, Brendan Fehr, Amy Matysio und Michael Therriault     |
| 2015  | Forsaken                                 | Kiefer Sutherland und Donald Sutherland                                |
| 2017  | The Recall                               | Wesley Snipes                                                          |
| 2017  | The Humanity Bureau                      | Nicolas Cage                                                           |
| 2018  | Distorted                                | Christina Ricci und John Cusack                                        |
| 2019  | Daughter of the Wolf                     | Gina Carano und Richard Dreyfuss                                       |
| 2019  | A Score to settle                        | Nicolas Cage und Benjamin Bratt                                        |

### Fernsehproduktionen
| Datum | Titel                                  | Information |
| ----- | -------------------------------------- | --- |
| 1997  | Incredible Story Studios               | 65 Episoden für den Fernsehsender YTV |
| 1998  | Mentors                                | Serie mit 52 Folgen, die für Family Channel produziert wurde |
| 1998  | Prairie Berry Pie                      | Kinderserie mit 26 Folgen, produziert für Global Television Network |
| 2001  | MythQuest                              | für PBS produzierte Serie mit 13 Folgen |
| 2001  | Just Cause                             | für PAX (W Network) produzierte legale Dramaserie mit 22 Folgen |
| 2002  | 2030 CE                                | Koproduktion zwischen Alberta, Minds Eye Entertainment, Buffalo Gal Pictures, Yan Moore Productions Ltd., Angela Bruce Productions Inc. und Minds Eye International für YTV |
| 2006  | Prairie Giant: The Tommy Douglas Story | zweiteilige dramatische Miniserie für CBC Television |
| 2008  | The Englishman’s Boy                   | zweiteilige dramatische Miniserie für CBC Television |
| 2010  | Holywood: Saskatchewan                 | dreiteilige Dokumentarserie für Citytv Saskatchewan (damals SCN) |
| 2012  | Around the next bend                   | 12-teilige Reisedokumentations- und Abenteuerserie für High Fidelity HDTV                                                                                                   |